# Episodi di Saving Hope (prima stagione)
La prima stagione della serie televisiva Saving Hope è stata trasmessa in prima visione assoluta negli Stati Uniti da NBC dal 7 giugno 2012; gli ultimi due episodi negli Stati Uniti sono stati distribuiti online, mentre sono stati trasmessi regolarmente in Canada da CTV, che aveva già trasmesso gli episodi precedenti in contemporanea con la NBC.
In Italia la stagione è stata trasmessa in prima visione da LA7 dal 4 dicembre 2012 al 5 febbraio 2013 e a pagamento sul canale Fox Life dal 19 marzo 2017.

Charlie, nell'episodio pilota, dopo essere entrato in coma si aggira sotto forma di spirito nell'ospedale dove lavora

| nº | Titolo originale     | Titolo italiano           | Prima TV originale | Prima TV Italia  |
| -- | -------------------- | ------------------------- | ------------------ | ---------------- |
| 1  | Pilot                | Tra la vita e la morte    | 7 giugno 2012      | 4 dicembre 2012  |
| 2  | Contact              | Musica                    | 14 giugno 2012     | 4 dicembre 2012  |
| 3  | Blindness            | La sindrome di Münchausen | 21 giugno 2012     | 11 dicembre 2012 |
| 4  | The Fight            | La rissa                  | 28 giugno 2012     | 18 dicembre 2012 |
| 5  | Out of Sight         | La vita non continua      | 5 luglio 2012      | 25 dicembre 2012 |
| 6  | The Great Randall    | A me gli occhi            | 12 luglio 2012     | 1º gennaio 2013  |
| 7  | Consenting Adults    | Adulti consenzienti       | 19 luglio 2012     | 8 gennaio 2013   |
| 8  | Heartsick            | Mal di cuore              | 26 luglio 2012     | 15 gennaio 2013  |
| 9  | Bea, Again           | Errore di diagnosi        | 16 agosto 2012     | 22 gennaio 2013  |
| 10 | A New Beginning      | Un nuovo inizio           | 23 agosto 2012     | 29 gennaio 2013  |
| 11 | The Law of Contagion | Virus                     | 30 agosto 2012     | 29 gennaio 2013  |
| 12 | Ride Hard or Go Home | Ultima spiaggia           | 6 settembre 2012   | 5 febbraio 2013  |
| 13 | Pink Clouds          | Una nuova prospettiva     | 13 settembre 2012  | 5 febbraio 2013  |

## Tra la vita e la morte
- Titolo originale: Pilot
- Diretto da: David Wellington
- Scritto da: Malcolm MacRury, Morwyn Brebner

### Trama
La dottoressa Alex Reid e il suo fidanzato, il dottor Charles Harris, rimangono coinvolti in un incidente d'auto mentre sono diretti a sposarsi. Charles rimane gravemente ferito e poco dopo cade in coma. Egli si ritrova a vivere un'esperienza extracorporea, riuscendo a vedere, parlare e sentire tutto, purtroppo, senza poter interagire con nessuno e poter spiegare alla sua Alex che ce la sta mettendo tutta per risvegliarsi e che l'ama. Alex dal canto suo può semplicemente sperare che il suo futuro marito torni da lei.

## Musica
- Titolo originale: Contact
- Diretto da: David Wellington
- Scritto da: Morwyn Brebner

### Trama
La dottoressa Alex Reid si occupa di un bambino affetto da cancro, Cal. Quest'ultimo entra in coma e incontra il dottor Charles Harris. Charles chiede a Cal di portare un messaggio ad Alex da parte sua quando si sarebbe svegliato. Quando il bambino si risveglia, però, non riesce a ricordare nulla di ciò che ha vissuto con Charles, riesce solo a disegnare se stesso e un uomo in smoking. Nello stesso tempo il Dottor Joel Goran e Maggie Lin si occupano di una donna che potrebbe morire senza un intervento; per la loro religione, il marito rifiuta qualsiasi trattamento medico.